# Рогізне (селище)
Рогі́зне — селище в Україні, в Сумському районі Сумської області. Населення становить 192 осіб. До 2016 орган місцевого самоврядування — Северинівська сільська рада. Відстань до райцентру становить близько 17 км.

## Географія
Селище розташоване на лівому березі річечки Рогізна, яка є правою притокою річки Олешня, Вище за течією на відстані 1,5 км розташоване село Северинівка. Нині річка Рогізна являє собою низку досить значних за розмірами ставків, розміщених в днищах масивних балок і ярів. Ставки живлять атмосферні води, підземні джерела. Рівень води в них змінюється тільки під час весняної повені.
Поруч проходить автомобільна дорога Р44.

## Історія
Перша згадка про поселення 1703 р. Засноване козаками-переселенцями з Білоцерківського полку. У ті часи належало Андрію Герасимовичу Кондратьєву (?-1708). За переписом 1732 року належало підпрапорщику Сумського козацького полку Михайлу Юленку. Тоді тут нараховувалось 1 хата дворні (3 душі), підданих 24 дворища (47 хат, 150 душ). Перша дерев'яна церква Івана Воїна існувала в поселенні у 1740 році. За описом 1779 р. належало генеральші Аршеневській (181 підданий та 17 вільних селян). Друга дерев'яна одноіменна церква була збудована в 1797 році. Пізніше, у 1857 році була зведена мурована одно престольна церква Івана Воїна на кошти нащадка козацької старшини поміщика гвардії ротмістра Івана Куколь-Яснопольського.
До парафіян Іванівського храму належали хутори: Северинів, Стеценків, Переяслів, Гриценків, Васюківщина, Левковський, Попадько, Вершини, Річки, Кровний, Степовий, Скляровщина та Марївка. При церкві діяла церковнопарафіяльна школа відкрита у 1889 році. В 1922 році церкву і майно здано державі. В 1939 році храм закрили.
До середини 19 ст. ці землі належали різним поміщикам: Аршенеським, Лизогубовим, Линтварьовим. Коли маєток перейшов у власність до І. А. Куколь-Яснопольського тут було збудовано цукровий завод. Окрім того, тут діяв селітровий завод.
Після смерті Івана Андрійовича власницею Рогізного стала його вдова — Елеонора Яківна Куколь-Яснопольська. У 1859 році Рогізнянські економії були орендовані І. Г. Харитоненком.. Наступний історичний період села пов'язаний з Олесандром Петровичем Прянішніковим, дворянином з села Куянівка, який був одружений з Єлизаветою Іванівною Куколь-Яснопольською (1861—1942).
12 червня 2020 року, відповідно до розпорядження Кабінету Міністрів України № 723-р «Про визначення адміністративних центрів та затвердження територій територіальних громад Сумської області», селище увійшло до складу Миколаївської сільської громади.
19 липня 2020 року, в результаті адміністративно-територіальної реформи та ліквідації Сумського району(1923—2020), увійшло до складу новоутвореного Сумського району.

## Персоналії
- Бондарович Анатолій Мартинович (1892—1975) — український радянський художник.
- Світальський Микола Гнатович (1884—1937) — геолог. Жертва сталінського терору.
- Хроленко Євген Миколайович (1978—2015) — старший лейтенант міліції, учасник російсько-української війни[5].